# Kokh

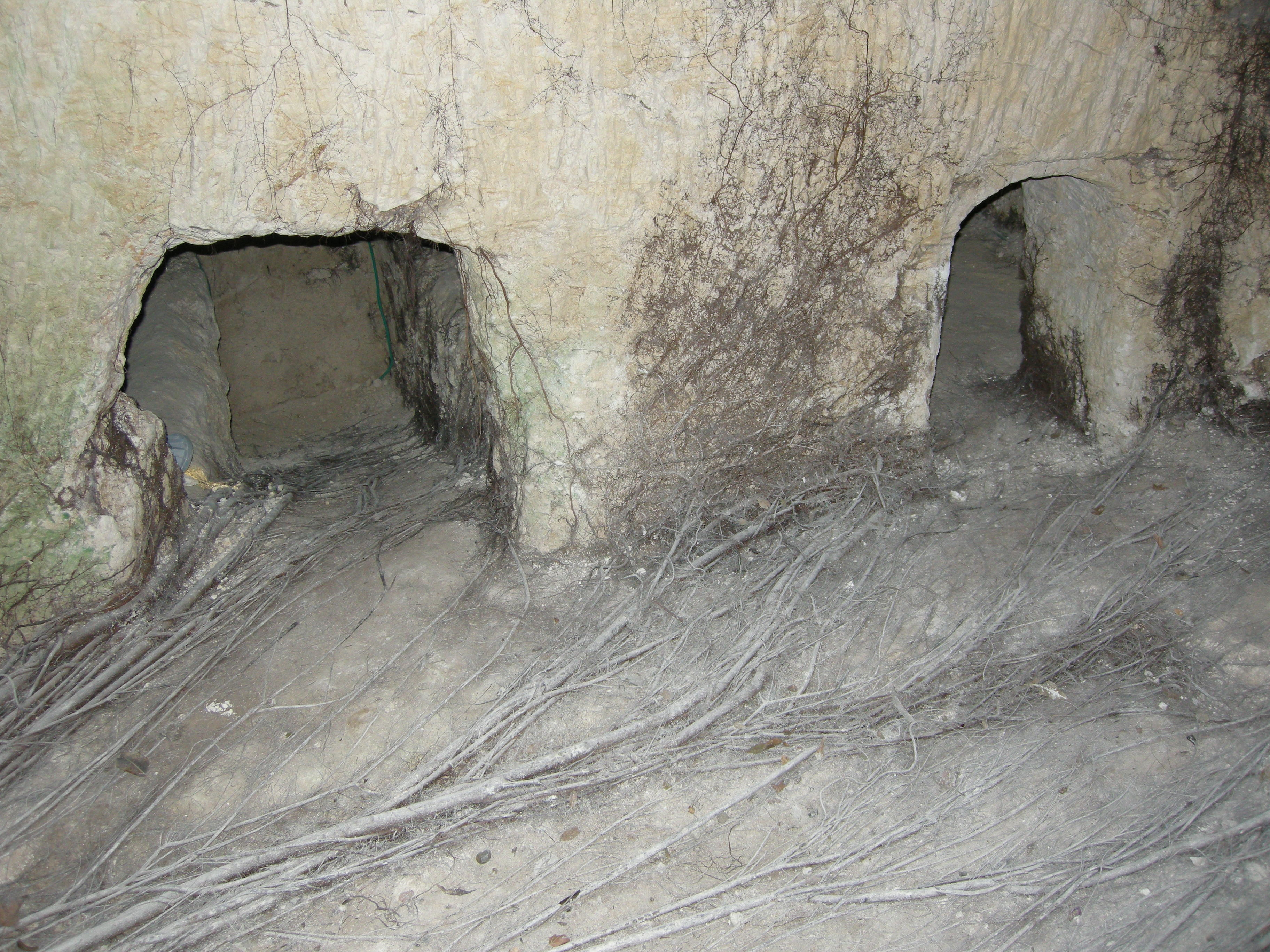
Kokhim de la tombe de Nicanor sur le mont Scopus (Jérusalem)

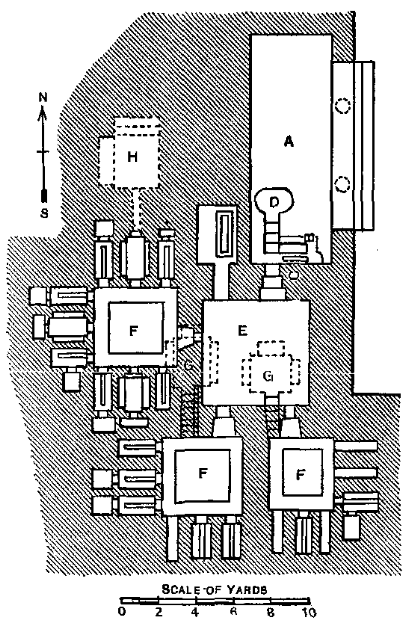
Plan du Tombeau des Rois (Jérusalem) avec les chambres desservant les différents complexes de kokhim

Un kokh (pluriel kokhim en hébreu, kokha/kokhin en araméen, littéralement « four ») est une cavité rectangulaire creusée dans les chambres funéraires dans laquelle le mort est placé lors de son inhumation. C'est un terme hébraïque équivalent à loculus. Les kokhim sont des éléments typiques des tombes juives de la période du Second Temple avec l'autre type de tombes de cette période, les arcosolia. L'emploi du terme kokh est fréquent dans la littérature rabbinique et il apparait dans une inscription en araméen découverte en 1932 par Eleazar Sukenik dans une tombe de la vallée du Cédron.
Un kokh est une cavité longue et étroite creusée perpendiculairement aux parois des chambres funéraires. Elle mesure environ 2 m de long et 50 cm de large. Sa taille est variable d'une tombe à l'autre, voir d'un kokh à l'autre au sein d'une tombe. Le kokh est destiné à accueillir un seul corps en position allongée. Selon la nécessité ou les usages, les ossements sont rassemblés dans des dépôts une fois le corps décomposé et le kokh peut servir à une nouvelle inhumation. Le kokh est fermé par une dalle verticale fixée par du mortier. La dalle de fermeture est prévue pour être rouverte à plusieurs reprises, selon les besoins. Elle n'est ni décorée, ni ne porte d'inscription, car son usage est temporaire. Lors de fouilles archéologiques, plusieurs kokhim ont été découverts encore scellés. Le kokh est généralement creusé au niveau du sol. Des canaux sont creusés dans le centre du puits pour drainer l'eau qui s'infiltre à travers la roche.
Contrairement au kokh, l'arcosolium est creusé parallèlement aux parois de la chambre funéraire. Il est constitué d'une tablette creusée à l'horizontale dans la paroi (le corps étant exposé sur cette banquette jusqu'à dessiccation des parties molles, les os et ce qui restait de la peau étant ensuite jetés en vrac dans des fosses collectives puis à partir de 20 av. J.C. placés dans un ossuaire) et est surmontée d'un arc voûté. Plus facile à tailler, l'arcosolium est cependant plus onéreux car on ne mettait qu'un corps parallèle à la paroi là où on aurait pu tailler trois kokhim perpendiculairement.
De nombreux exemples de kokhim peuvent être trouvés, notamment en particulier tout autour de Jérusalem. Le tiers d'un complexe a par exemple subsisté à l'extrémité occidentale de l'église du Saint-Sépulcre et est dite « tombe de Joseph d'Arimathie » ; le mur de l'église traversant le centre du complexe, les deux tiers restants n'existent plus. Dans le quartier de Sanhédriah, les tombes du Sanhédrin présentent une disposition particulière : des kokhim ordinaires creusés au niveau du sol sont surmontés d'une paire de kokhim creusés dans des arcosolia.
Le kokh a son origine en Phénicie ou en Égypte ptolémaïque. Depuis Alexandrie, le kokh se répand en Idumée, à Marésha. En Judée, l'usage des kohkim commence à partir du IIe siècle av. J.-C. soit sous l'effet direct d'Alexandrie, soit sous l'effet de Marésha. Il remplace l'usage des bancs, très communs à l'âge du fer. Il présente l'intérêt de distinguer différentes unités au sein de la chambre funéraire, ce qui facilite le respect des lois de pureté rituelle. La littérature rabbinique discute longuement de leur structure (Mishna Baba Batra 6:8, Talmud de Babylone Baba Batra 100b-102b). À partir du Ier siècle, les kokhim servent aussi à déposer des ossuaires.
À Doura Europos et à Palmyre, la plupart des tombes à kokh datent des IIe et IIIe siècles. Ils sont creusés par des familles qui peuvent ensuite vendre une partie des tombes ou des kokhim à d'autres personnes. À partir de Palmyre, ce type de sépultures se répand dans toute la région syrienne, à Séleucie de l'Euphrate (Zeugma) par exemple.